# Maud Olofsson
Maud Elisabeth Olofsson (de soltera: Olsson) (Örnsköldsvik, Ångermanland, 9 de agosto de 1955) es una política sueca, líder del Partido del Centro de Suecia (Centerpartiet) de 2001 a 2011, y Ministra de Empresa y Energía desde 2006 a 2011. Desempeñó como Vice primera ministra de Suecia entre 2006 y 2010.

## Biografía

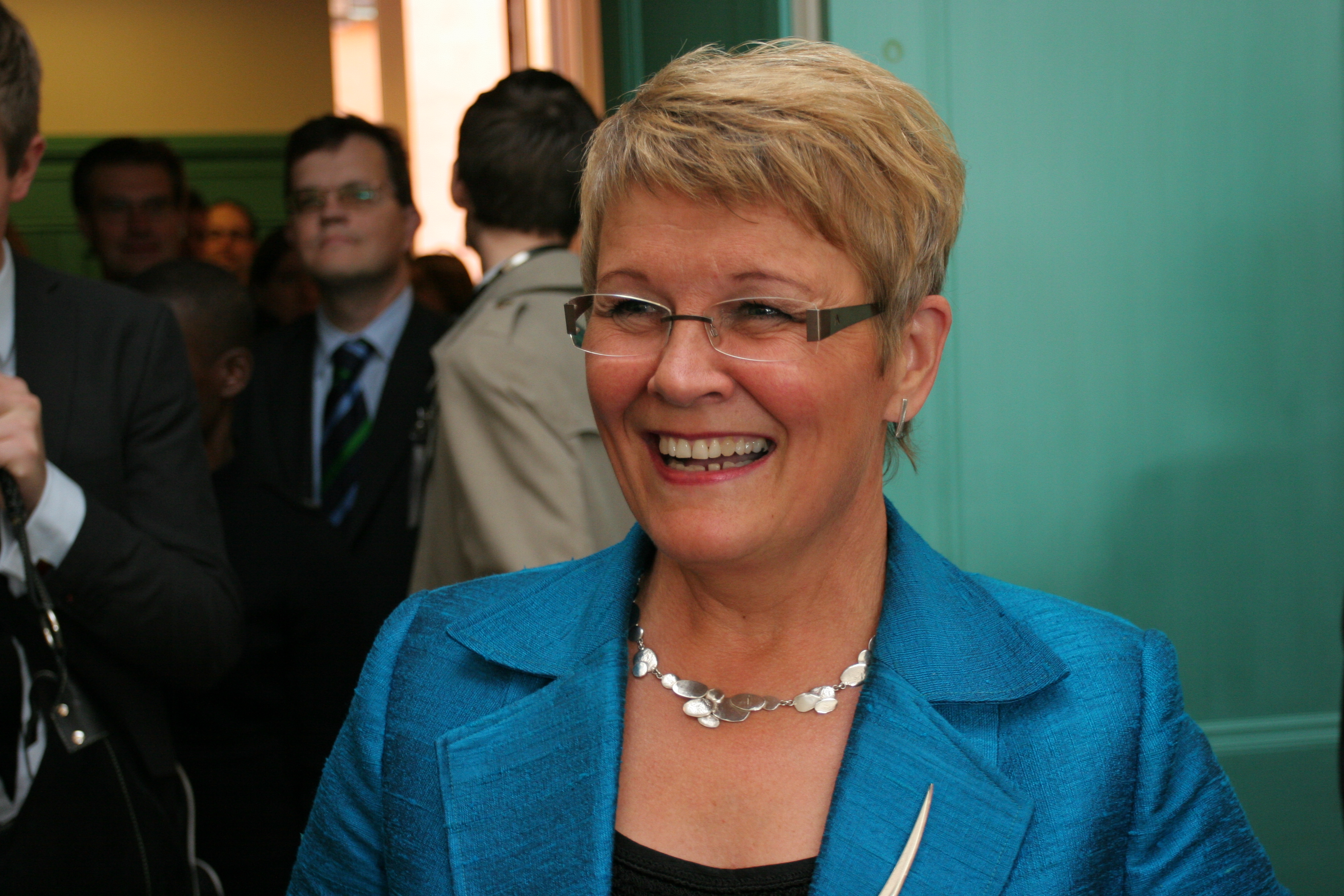
Maud Olofsson en 2006.

Maud Olofsson creció en Högbyn, en Örnsköldsvik, Västernorrland. Comenzó su carrera política como defensora del pueblo de la organización juvenil del Partido del Centro en 1974, y sirvió como miembro del consejo local en Luleå desde 1976. De 1978 a 1981 ocupó el mismo puesto de trabajo en el partido. De 1992 a 1994, durante el gobierno de Carl Bildt de centro-derecha, desempeñó como Asesor Especial del Ministro Börje Hörnlund en el Departamento de Trabajo. Desde 1996 ha sido miembro de la junta directiva del Partido del Centro. De 1997 a 2001 trabajó como Directora de Economía Agrícola y Sociedades Rurales (Hushållningssällskapet) en Västerbotten. Ella fue elegida líder del partido el 19 de marzo de 2001, sucediendo a Lennart Daléus.
Su punto de vista político puede ser visto como una posición tradicional del Partido del Centro, con un énfasis en las zonas rurales de Suecia y en la supervivencia de las comunidades rurales, junto con las políticas económicas de centro-derecha. Fue sin embargo una notable novedad en la historia del Partido de Centro, cuando Maud Olofsson definió la ideología de su partido como de liberalismo social. Aunque el Partido del Centro en su historia a veces ha colaborado con los Socialdemócratas, en virtud al liderazgo de Maud Olofsson el partido optó por un papel de oposición clara a los gobiernos de izquierda, con el fortalecimiento de su alianza con los liberales, los Demócrata-Cristianos y el Partido Moderado.
Tras su victoria en las Elecciones generales de Suecia de 2006, esta alianza fue capaz de formar un nuevo gobierno bajo Fredrik Reinfeldt. Maud Olofsson fue nombrada vice primera ministra y Ministra de Empresa y Energía.
Maud Olofsson se casó con Rolf Olofsson, con quien tiene tres hijos.

## Enlaces
- Partido del Centro
- Parlamento de Suecia: Maud Olofsson

- Datos: Q253640
- Multimedia: Maud Olofsson / Q253640